# A1 Slovenija
A1 Slovenija je drugi največji slovenski mobilni operater z omrežji GSM/GPRS/EDGE/UMTS/HSDPA/LTE.
Od septembra 2003 je deloval na slovenskem trgu pod blagovno znamko Si.mobil - Vodafone, junija 2008 pa se je javnosti predstavi pod novo blagovno znamko Si.mobil in sloganom "Povej nekaj lepega". Od aprila 2017 dalje se Si.mobil imenuje A1 Slovenija. Lastnik podjetja je A1 Telekom Austria Group. Omrežna številka je 040, v prvi polovici leta 2006 pa je Si.mobil vpeljal novi številki 030 in 031.

## Predstavitev podjetja
Družbo je leta 1997 ustanovil konzorcij slovenskih podjetij in švedskega telekomunikacijskega operaterja Telia, leta 1998 pa je družba podpisala 15-letno koncesijsko pogodbo za opravljanje storitev mobilne telefonije GSM 900. Tako je Si.mobil kot prvi zasebni mobilni operater v Sloveniji uporabnikom svoje storitve predstavil 25. marca 1999. Z njegovim vstopom na trg se je začela razvijati konkurenca na slovenskem telekomunikacijskem trgu, saj je prej na tem področju deloval le državni Telekom Slovenije. 
Si.mobil je kot prvi uporabnikom v Sloveniji predstavil in ponudil storitve GPRS, WAP in MMS. Kot prvi slovenski operater in med prvimi v Evropi je omogočil hiter prenos podatkov preko tehnologije EDGE, kasneje pa je ponudil tudi širokopasovni mobilni internet preko lastnega omrežja UMTS/HSDPA. Junija 2012 je kot prvi mobilni operater v Sloveniji predstavil komercialno LTE omrežje v Ljubljani, Bledu in na Brniku. Poleg osnovnih storitev, družba A1 Slovenija nudi tudi napredne storitve, izdelke in rešitve, kot so mobilna pisarna s storitvijo BlackBerry iz Vodafona in storitve mobilnega interneta. 
Lastnik A1 Slovenija je družba A1 Telekom Austria Group, ki je v slovenskega operaterja začela investirati februarja 2001 in postala 100-odstotni lastnik maja 2006. Si.mobil je s tem postal član vodilne skupine operaterjev v Vzhodni in Jugovzhodni Evropi. Družba A1 Slovenija ima sklenjeno tudi 
partnerstvo z vodilnim svetovnim operaterjem Vodafone.
Ob koncu leta 2016 je imela družba A1 Slovenija 558 zaposlenih, ki so skrbeli za zagotavljanje storitev 714.324 uporabnikom. 